# Lisle (Dordogna)
Lisle è un comune francese di 949 abitanti situato nel dipartimento della Dordogna nella regione della Nuova Aquitania.

## Società

### Evoluzione demografica
Abitanti censiti